# Luis de Madrazo

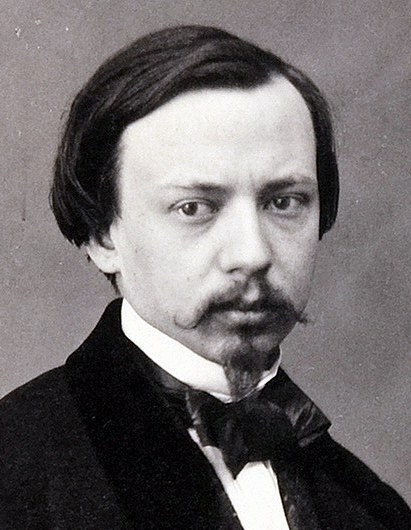
Luis de Madrazo.

Luis de Madrazo y Kuntz,  född den 27 februari 1825 i Madrid, död där den 9 februari 1897, var en spansk målare. Han var son till José de Madrazo, bror till Federico och Pedro de Madrazo samt farbror till Raimundo och Ricardo de Madrazo.
Madrazo målade historiska ämnen – hans mest kända tavla är Den heliga Cecilias bisättning i katakomberna. 